# Palachia maior
Palachia maior är en stekelart som beskrevs av Boucek 1998. Palachia maior ingår i släktet Palachia och familjen gallglanssteklar.
Artens utbredningsområde är Zimbabwe. Inga underarter finns listade i Catalogue of Life.